# Ceratocystis pluriannulata
Ceratocystis pluriannulata är en svampart som först beskrevs av Hedgc., och fick sitt nu gällande namn av C. Moreau 1952. Ceratocystis pluriannulata ingår i släktet Ceratocystis och familjen Ceratocystidaceae.   Inga underarter finns listade i Catalogue of Life.
I den svenska databasen Dyntaxa används istället namnet Ophiostoma pluriannulatum för samma taxon.  Arten är reproducerande i Sverige.